# Pokimane
Imane Anys (/ˈɪmɑːn ˈæniːs/; em árabe: إِيْمَان أَنِيْس, translit. ʾImān ʾAnīs, pronunciado [ʔimaːn ʔaniːs]; nascida em 14 de maio de 1996), mais conhecida como Pokimane (/poʊkimeɪn/), é uma streamer marroquina-canadense, conhecida por ter um dos maiores canais da Twitch, onde transmite conteúdo de jogos eletrônicos, principalmente de League of Legends e Fortnite. Ela é membro e cofundadora da OfflineTV, um grupo de criadores de conteúdo de entretenimento.

## Infância e juventude
Imane Anys nasceu em Marrocos no dia 14 de maio de 1996. Sua família se mudou para Quebec, Canadá, quando ela tinha quatro anos. Seus pais eram acadêmicos. Anys frequentou a McMaster University e estudou engenharia química, mas desistiu mais tarde para seguir sua carreira de streaming em tempo integral.

## Carreira

### Twitch
Anys criou sua conta no Twitch em junho de 2013. Ela começou a transmitir no final daquele ano com um computador de 250 dólares que comprou em um site de classificados depois de alcançar a classificação Platina em League of Legends. O nome Pokimane é uma aglutinação de Pokémon e o nome dela, Imane.
Ela ganhou 450 mil seguidores na Twitch em 2017, colocando sua conta entre as 100 mais seguidas na plataforma. Como resultado da ascensão de sua conta na plataforma em 2017, o Shorty Awards a nomeou a Melhor Streamer da Twitch do ano. O Shorty Awards detalhou que sua jogatina e comentários sobre o popular jogo League of Legends a impulsionaram à popularidade no Twitch. Anys teve uma aparição cameo em um trailer de League of Legends anunciando um novo modo de jogo.
Anys é conhecida por transmitir gameplays e comentários de Fortnite, que ela transmitiu pela primeira vez como parte de um patrocínio. Na E3 em 2018, a Epic Games, que desenvolveu Fortnite, organizou um evento pro–am. O evento juntou streamers com celebridades em uma partida do modo Battle Royale; Anys foi emparelhada com o rapper Desiigner, mas pouco antes do evento, ele foi substituído pelo jogador de basquete Josh Hart. Em meados de março de 2019, Anys abordou sua quantidade decrescente de streams de Fortnite, afirmando que ela precisava "pensar sobre o que eu gosto ou não gosto no conteúdo que tenho feito".
O site de notícias de tecnologia Digital Trends detalhou que Anys frequentemente interage com seu público e descreveu sua "personalidade descontraída, mas entusiasmada" como "perfeitamente adequada para streams longas". Além de transmitir conteúdo de jogos, Anys também faz podcasts e transmite diversos momentos do mundo real.
Como uma das streamers mais populares da plataforma, a Twitch fez uma parceria direta com Anys. Em julho de 2018, a Twitch a selecionou como uma das 15 embaixadoras para a iteração de 2018 do evento TwitchCon. Mais tarde naquele mês, o Twitch também agendou Anys como parceira da Twitch Creator Camp, uma série de transmissões e artigos projetados para ajudar os criadores de conteúdo a criar canais de sucesso. Em março de 2020, Anys assinou uma exclusividade de vários anos com a Twitch. O Social Blade listou Anys como a 9º conta mais seguida na Twitch, com mais de 8,5 milhões de seguidores em 21 de dezembro de 2021.
No final de outubro de 2020, Anys colaborou com as representantes dos EUA Alexandria Ocasio-Cortez e Ilhan Omar, juntamente com vários outros streamers notáveis, incluindo Disguised Toast e HasanAbi para uma jogatina de Among Us como parte de uma iniciativa get-out-the-vote para a eleição presidencial nos Estados Unidos em 2020.
Anys foi nomeada uma homenageada de destaque no Forbes 30 Under 30 de 2021 na categoria "Jogos", que observou sua proeminência como a maior streamer feminina na Twitch e como uma das fundadoras da OfflineTV. Ela tinha 8,5 milhões de seguidores na Twitch em julho de 2021.
Em 8 de janeiro de 2022, a conta de Anys no Twitch foi suspensa por 48 horas no meio de uma transmissão da série de televisão Avatar: The Last Airbender após uma reivindicação de DMCA da ViacomCBS. No final do mês, uma transmissão de Anys foi invadida (raid) por espectadores de JiDion. Mais tarde, ele foi banido, o que recebeu a atenção do streamer Ninja, que afirmou que usaria suas conexões para reverter o banimento. Anys criticou essa resposta de Ninja, particularmente chamando sua atenção por usar a palavra bitches ao falar sobre o assunto.
Em fevereiro de 2022, a Anys renovou seu contrato com a Twitch.

### YouTube
Além de transmitir na plataforma Twitch, Anys também tem um canal no YouTube com o mesmo nome. Um canal secundário, "Poki ASMR" continha vídeos com conteúdo ASMR. Anys também é membro do OfflineTV, um canal colaborativo do YouTube formado por criadores de conteúdo. Falando sobre o canal, Anys afirmou: "não é divertido ser streamer e morar sozinha, então decidimos nos unir de uma maneira que não apenas nos façamos companhia, mas também possamos colaborar e realmente fazer um bom trabalho e conteúdo para todos os outros".

### Outros
Em outubro de 2019, foi anunciado que Anys, entre várias outras personalidades da internet, apareceria no filme Free Guy, dirigido por Shawn Levy, que foi lançado em agosto de 2021. Em junho de 2020, Anys se juntou à marca de moda de Markiplier e Jacksepticeye como sócia e diretora criativa. Anys fez uma aparição cameo no videoclipe da música de Bella Poarch "Inferno", lançado em agosto de 2021. Em outubro de 2021, foi anunciado que Anys havia ajudado a lançar uma empresa de gestão de talentos e consultoria de marca chamada RTS, onde atuaria como Chief Creative Officer.

## Vida pessoal
Atualmente, Anys mora em Los Angeles.

## Filmografia

### Filmes
| Ano  | Título   | Papel     | Notas | Ref.   |
| ---- | -------- | --------- | ----- | ------ |
| 2021 | Free Guy | Ela mesma | cameo | [ 30 ] |

### Videoclipes
| Ano  | Título    | Artista(s)               | Papel     | Notas | Ref.   |
| ---- | --------- | ------------------------ | --------- | ----- | ------ |
| 2021 | "Inferno" | Sub Urban e Bella Poarch | Ela mesma | cameo | [ 34 ] |

## Prêmios e indicações
| Ano  | Cerimônia            | Categoria                   | Resultado | Ref.   |
| ---- | -------------------- | --------------------------- | --------- | ------ |
| 2018 | 10.º Shorty Awards   | Streamer da Twitch do Ano   | Venceu    | [ 7 ]  |
| 2018 | 8.º Streamy Awards   | Live Streamer               | Indicado  | [ 36 ] |
| 2018 | The Game Awards 2018 | Criador de Conteúdo do Ano  | Indicado  | [ 37 ] |
| 2019 | Esports Awards       | Streamer do Ano             | Indicado  | [ 38 ] |
| 2020 | Canadian Game Awards | Melhor Streamer Canadense   | Indicado  | [ 39 ] |
| 2020 | Esports Awards       | Streamer do Ano             | Indicado  |        |
| 2020 | 10.º Streamy Awards  | Live Streamer               | Indicado  | [ 40 ] |
| 2022 | The Streamer Awards  | Melhor Streamer de Valorant | Indicado  | [ 41 ] |
| 2022 | The Streamer Awards  | Legacy Award                | Venceu    | [ 41 ] |